# Michail Speranski

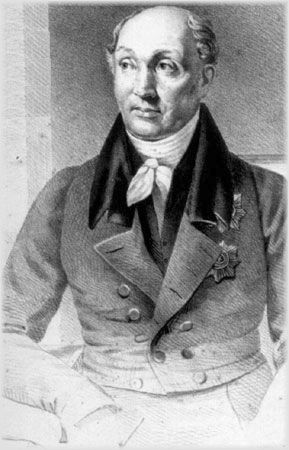
Michail Speranski

Graaf Michail Michajlovitsj Speranski (Russisch: Михаил Михайлович Сперанский) (Tscherkutino (Oblast Vladimir), 12 januari 1772 - Sint-Petersburg, 23 februari 1839) wordt beschouwd als een van de grootste hervormers gedurende het bewind van Alexander I van Rusland. Hij wordt wel de vader van het Russische liberalisme genoemd vanwege het uitwerken van een constitutioneel bestel.
Hij was hoofdsecretaris van prins Aleksandr Koerakin toen deze Vice-kanselier was onder Paul I van Rusland.
Hij was een adviseur van tsaar Alexander I van Rusland en de latere tsaar Nicolaas I van Rusland. Alexander I verbande hem in 1812 naar Nizhni Novgorod. Tijdens de fase van zijn loopbaan aan het hof van Nicolaas I bestond zijn voornaamste verdienste uit een voorzitterschap aan een commissie die de codificatie van de Russische wetten op zich nam.